# Rantau Temiang
Rantau Temiang is een bestuurslaag in het regentschap Way Kanan van de provincie Lampung, Indonesië. Rantau Temiang telt 2384 inwoners (volkstelling 2010).